# Ignacio Agramonte nemzetközi repülőtér
Az Ignacio Agramonte nemzetközi repülőtér (IATA: CMW, ICAO: MUCM) egy nemzetközi repülőtér Kubában Camagüey közelében. 

## Futópályák
A repülőtér futópályái:
- 07/25 (3000 m, aszfalt)

## Forgalom
Az utasforgalom az elmúlt években az alábbi módon változott:

## Légitársaságok és úticélok
2023-ban a Ignacio Agramonte nemzetközi repülőtérről az alábbi járatok indulnak:
| Légitársaság      | Célállomások                            |
| ----------------- | --------------------------------------- |
| American Airlines | Miami                                   |
| Aruba Airlines    | Georgetown–Cheddi Jagan, Managua        |
| Fly All Ways      | Paramaribo                              |
| Nordwind Airlines | Szezonális charter: Moscow–Sheremetyevo |
| Sunrise Airways   | Port-au-Prince                          |
| Viva Aerobus      | Cancún, Mérida                          |